# Shu-iliya
Shu-iluya ou Ilushu-ilia est le premier roi indépendant attesté à Eshnunna. Sans doute à l'origine gouverneur de la ville pour les compte du souverain Ibbi-Sin de la troisième dynastie d'Ur, il profite de l'affaiblissement de celui-ci pour se rendre indépendant et fonder une dynastie locale vers 2026 av. J.-C. Il érige un palais royal dans sa ville qui a été dégagé par des équipes de fouilles américaines dans les années 1930.